# Соня Кънчева
Соня Петрова Кънчева е българска народна певица, сред най-ярките представителки на песенния фолклор на Североизточна България.
От 1951 г., когато прави първите си записи за Радио София, е записала над 270 песни, много от които са част от Златния фонд на Българското национално радио. Снима филми в БНТ, издава няколко дългосвирещи плочи и компактдиск „Завръщане към началото“. Развива огромна концертна дейност, пее с голям успех и в чужбина. Носителка е на званието „заслужил артист“. Емблематични песни от репертоара ѝ са „Теньовата стара мама“, „Янкин брат Янки думаше“, „Манучкината майчица“, „Любе, любе, първо любе“, „Я обядвай, мамо“.
През 2003 г. издава книгата „Песните на моя живот“, в която са включени повече от 200 нейни песни с текст и ноти.